# Bernard Mullens
Bernard Albert Mullens (ook bekend als Albert Mullens of B.A. Mullens) (20 juni 1879 - Amsterdam, 18 januari 1941) was een Nederlands cameraman, filmproducent en -regisseur. Samen met zijn broer Willy Mullens was hij de oprichter van Alberts Frères, een van Nederlands eerste productiebedrijven en succesvolle exploitant van een reisbioscoop.
Mullens kwam uit een gezin van kermisexploitanten en begon aan het einde van de negentiende eeuw samen met zijn broer als een van de eerste pioniers in Nederland op het gebied van filmvertoningen en productie. Vanaf 1909 exploiteerde hij in Haarlem een vaste bioscoop. Twee jaar later verhuisde Bernard naar Amsterdam en kwam er in 1911 een einde aan de samenwerking tussen de broers. Bernard verdween grotendeels uit de filmwereld, hij was korte tijd directeur van Grand Théâtre des Variétés in Amsterdam. Na een succesvolle periode werd er vanwege schulden beslag gelegd op de schouwburg door de belastingdienst.